# Conquista del deserto

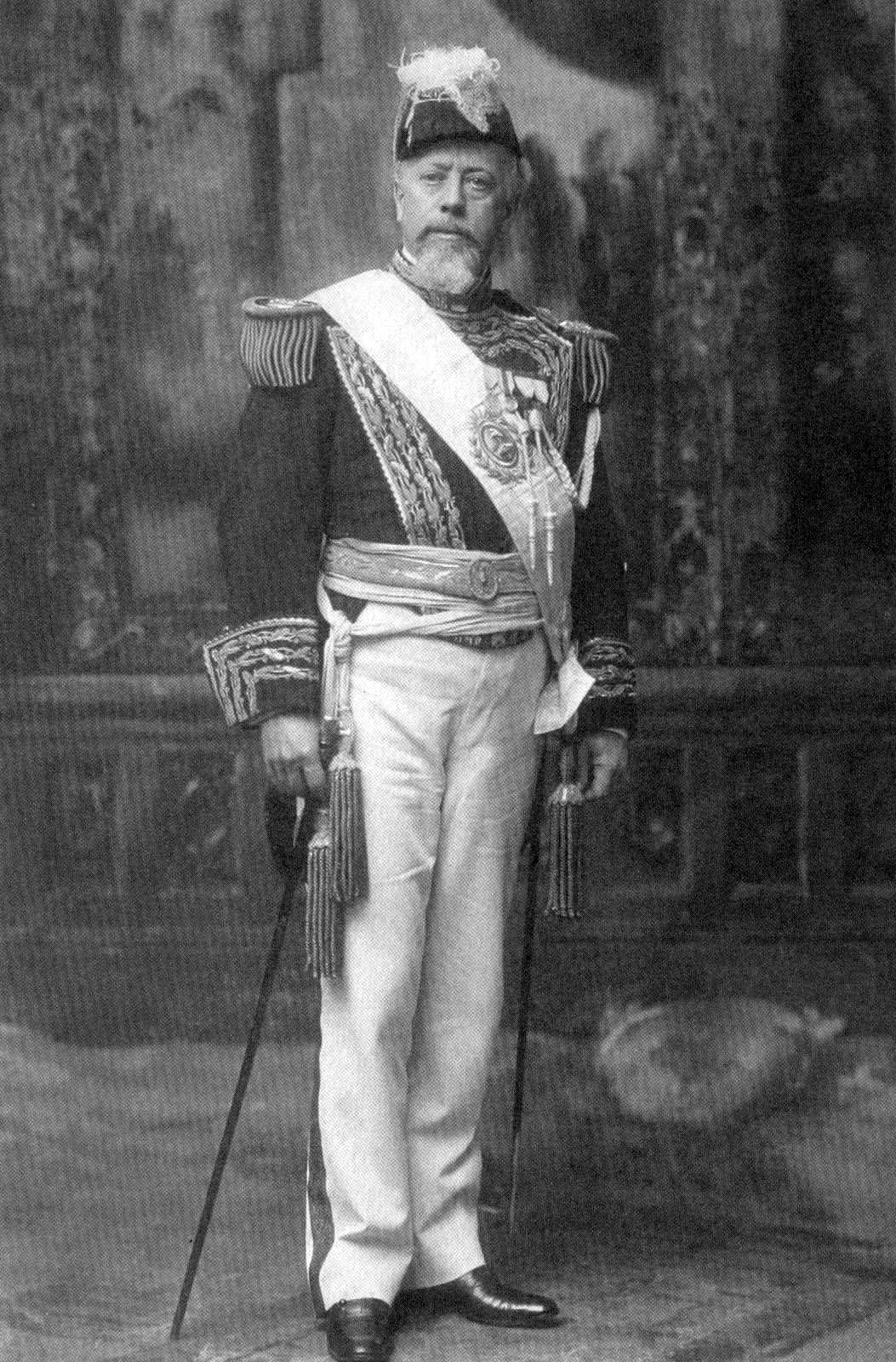
Julio Argentino Roca, principale artefice della Conquista

La conquista del deserto (in spagnolo: conquista del desierto) fu una campagna militare portata avanti dal governo argentino, e guidata principalmente dal generale Julio Argentino Roca negli anni 1870, per strappare la Patagonia al controllo delle popolazioni indigene.
Recenti studi ritraggono la campagna come un vero e proprio genocidio perpetrato dall'Argentina contro le popolazioni indigene, mentre altre fonti vedono nella campagna la volontà di soggiogare quei gruppi che si rifiutavano di sottomettersi alla dominazione dei bianchi.
La questione, solitamente riassunta nella frase "Civilizzazione o genocidio?" è ancora oggi oggetto di dibattito.

## Scenario
L'arrivo dei colonizzatori spagnoli sulle rive del Río de la Plata e la fondazione della città di Buenos Aires, durante il XVI secolo, portarono direttamente ai primi confronti tra gli spagnoli e le locali tribù, principalmente i Pampas.
I dintorni di Buenos Aires vennero presi agli indigeni per essere utilizzati nell'allevamento del bestiame, il che provocò anche lo spostamento di molti degli animali cacciati dagli indigeni. Questi risposero liberando mucche e cavalli dalle fattorie; quindi  i coloni europei costruirono fortezze e difesero le loro proprietà dagli attacchi degli indigeni.
La linea che divideva le fattorie coloniali e i territori liberi si spostò sempre più lontano da Buenos Aires; alla fine del XVIII secolo il fiume Salado divenne il confine tra le due civiltà. Molti indigeni vennero costretti ad abbandonare le proprie tribù per lavorare nelle fattorie e si mischiarono alla popolazione bianca; in questo modo nacquero i gauchos.
Dopo l'indipendenza dell'Argentina nel 1816 si ebbero molti conflitti politici interni tra le varie province, ma una volta appianati ci fu sicuramente una certa urgenza nell'occupare effettivamente i territori rivendicati dalla giovane repubblica, così come nell'incrementare la produzione nazionale e nell'incentivare l'immigrazione offrendo nuove terre.
Nel 1833, offensive coordinate di Juan Manuel de Rosas nella provincia di Buenos Aires e di altri capi militari nella regione del Cuyo, tentarono di sterminare le tribù resistenti, ma solo Rosas ottenne qualche successo.
La decisione di progettare ed eseguire la "conquista del deserto" venne probabilmente innescata nel 1872 dall'attacco di Calfucurá e dei suoi 6.000 seguaci, alle città di General Alvear, Veinticinco de Mayo e Nueve de Julio, dove 300 criollos vennero uccisi e 200.000 capi di bestiame liberati.

## La campagna di Alsina
Nel 1875, Adolfo Alsina, ministro della guerra del presidente Nicolás Avellaneda, presentò al governo un piano che in seguito descrisse come avente l'obiettivo di popolare il deserto, e non di distruggere gli indiani.
Il primo passo fu quello di collegare Buenos Aires e i fortini (Fortines) con linee del telegrafo. Venne quindi firmato un trattato di pace con il cacique Juan José Catriel, che venne però rotto poco dopo, quando egli attaccò, assieme al cacique Namuncurá, le città di Tres Arroyos, Tandil, Azul, e altri villaggi e fattorie, in un attacco ancor più sanguinoso di quello del 1872.
Alsina rispose attaccando gli indigeni, costringendoli ad arretrare, e lasciando dei fortini sulla sua via verso sud per proteggere i territori conquistati. Fece costruire anche una trincea lunga 374 km, chiamata Zanja de Alsina ("Trincea di Alsina"), che in teoria avrebbe dovuto servire come confine con i territori non conquistati. Con i suoi tre metri di larghezza e due di profondità, servì da ostacolo per il trasporto del bestiame rubato.
Gli indigeni continuarono la loro resistenza liberando il bestiame nella provincia di Buenos Aires e nel sud della provincia di Mendoza, ma trovarono difficile la fuga essendo rallentati nella marcia dagli animali, e dovendo affrontare le unità di pattuglia che li seguivano. Molti indigeni, che soffrirono non solo per la fame, ma anche per le rappresaglie dei bianchi, furono costretti ad unirsi alle fattorie per lavorare in cambio di cibo e riparo, ma altri resistettero. Dopo la morte di Alsina nel 1877, Julio Argentino Roca venne nominato nuovo ministro della guerra, e proseguì l'opera cominciata da Alsina.

## La campagna di Roca
Julio Argentino Roca, contrariamente ad Alsina, riteneva che l'unica soluzione contro la minaccia indigena fosse di estinguerli, sottometterli o espellerli.

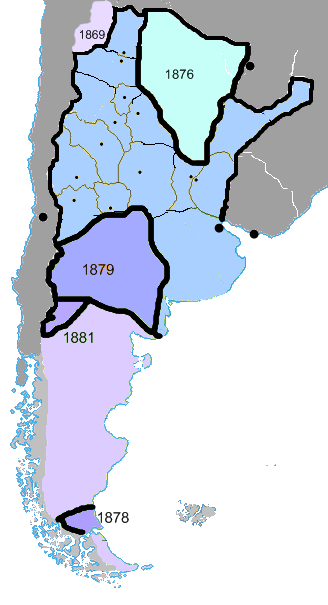
In colore celeste territorio dell'Argentina prima della presidenza di Julio Argentino Roca

Alla fine del 1878 diede inizio alla prima ondata per ripulire l'area tra la trincea di Alsina e il Río Negro, con continui e sistematici attacchi agli insediamenti indigeni.
Nel 1879, con 6.000 uomini armati con i nuovi fucili Remington a retrocarica, forniti dagli USA, Roca iniziò la seconda ondata che raggiunse in due mesi Choele Choel, dove gli indigeni locali si arresero senza dare battaglia. Da altri punti, compagnie dirette verso sud si aprirono la strada verso il Rio Negro e il Neuquén, un emissario settentrionale del Rio Negro. Assieme, i due fiumi segnavano il confine naturale dalle Ande all'Oceano Atlantico.
Nel bacino di questi due fiumi vennero costruiti molti insediamenti, oltre a numerosi altri sul  Colorado. Via mare vennero eretti alcuni insediamenti nel bacino meridionale del fiume Santa Cruz, principalmente da parte di coloni gallesi.

## La campagna finale
Roca prese il posto di Nicolás Avellaneda come presidente. Egli riteneva imperativo conquistare al più presto i territori a sud del Río Negro, e ordinò la campagna del 1881 sotto il comando del colonnello Conrado Villegas.
Nel giro di un anno Villegas conquistò la provincia di Neuquén (arrivò fino al fiume Limay). La campagna continuò a spingere la resistenza indigena sempre più a sud, fino a combattere l'ultima battaglia il 18 ottobre 1884. L'ultimo gruppo ribelle di circa 3.000 uomini al comando dei caciques Inacayal e Foyel, si arrese due mesi dopo nell'odierna provincia di Chubut.